# Brujas (Panamá)
Brujas es un corregimiento del distrito de Chimán en la provincia de Panamá, República de Panamá. La localidad tiene 688 habitantes (2010).
Antiguamente el pueblo se llamaba Plaza Mercedes, pero cuenta la leyenda que un sacerdote intentó oficiar una misa y fue perturbado por brujas. El sacerdote, al huir del pueblo lo maldijo, sentenciando que debía llamarse Brujas.